# 제8회 가톨릭영화제
제8회 가톨릭영화제는 2021년 10월 28일에 열린 시상식이다.

## 수상 및 후보

### 대상
- 건전지 아빠 - 전승배 수상

### 우수상
- 해피 버스데이 투 - 김영준 수상

### 장려상
- 반신불수가족 - 류연수 수상
- 크리스마스가 따뜻한 이유는 말이죠, - 최우진 수상

### 특별장려상
- 블룬 - 김학건 수상

### 관객상
- 해피 버스데이 투 - 김영준 수상

### 사전제작지원작
- 가정동 - 허지윤 수상

### 스텔라상
- 반신불수가족 - 공도은 수상

### CaFF초이스 장편
- H 이즈 포 해피니스 - 존 쉬디
- 솔 - 제자벨 마르쿠즈
- 어 메리드 커플 - 에밀 랑발
- 준의 계절 - 제이제이 윈러브
- 송해 1927 - 윤재호
- 마음이 머무는 곳 - 산드라 L. 마틴
- 제로 투 히로 - 윤지문
- 아이들의 숨바꼭질 - 안나 시친스카야
- 해피 클리너스 - 줄리안 김 외 1명
- 세상의 모든 디저트: 러브 사라 - 엘리자 슈뢰더
- 보이콰이어 - 프랑소와 지라르

### CaFF초이스 단편
- 태어나자마자 핵인싸 - 윤동기
- 오늘 하루도 무사히 - 박재현
- 주차를 못하는 남자 - 송현석
- 필링 스루 - 더그 롤랜드

### CaFF애니메이션 단편
- 밥묵자 - 민성아
- 별이 빛나는 밤에 - 이종훈
- 나무의 시간 - 정다희
- 아빠가 필요해 - 장형윤
- 띠띠리부 만딩씨 - 홍학순
- 할망 바다 - 강희진 외 1명
- 철없는 베이커리 - 이호민
- 스탑 - 박재옥
- 6월의 산 - 김도연
- 비오는 날의 산책 - 최현명
- 할머니 할아버지의 봄 - 박재인
- FERUZA - 김예영 외 1명

### CaFF단편경쟁
- 맨 오브 나만자 - 권한슬
- 블룬 - 김학건
- 거리에 서서 - 강언덕
- 마중 - 김택규
- 어느 날 - 이수형
- 해피 버스데이 투 - 김영준
- 아버지가방에들어가신다! - 이민섭
- 건전지 아빠 - 전승배
- 반신불수가족 - 류연수
- 곁에 - 이주이
- 수학여행 가는 길 - 송시윤
- 날아라 치킨 - 이상혁
- 크리스마스가 따뜻한 이유는 말이죠, - 최우진
- 비잇, 나무 - 이현미
- 여드름과 함께 춤을 - 윤영지
- 지혜로운 방구석 생활 - 이윤지 외 1명
- 202 201 - 조영명
- 제씨 이야기 - 이하은

### CaFF클래식
- 마르셀리노 - 라디슬라오 바다
- 더 데칼로그 II - 크쥐시토프 키에슬로프스키
- 더 데칼로그 VIII - 크쥐시토프 키에슬로프스키

### 메이드 인 가톨릭
- 밥 때 - 이성식
- 고행 - 박서연 외 1명